# Tingsställe
Tingsställe kallas den ordinarie platsen för en tingsrätts sammanträde. Tingsställe finns alltid på tingsrättens kansliort, där domstolen har sitt säte, men särskilt i vidsträckta domsagor kan det finnas flera tingsställen utöver kansliorten. Ordet tingsplats används ibland för platser där häradsrätter och ting träffades före tingsrättsreformen 1971.
Rätten kan också sammanträda på andra, mer tillfälliga platser (det vill säga inte på ordinarie tingsställe), till exempel vid syn.

## Historia
Under vikingatid och medeltid var tingsplatsen utomhus, där tvister avgjordes och beslut i gemensamma frågor togs. 
Under förkristen tid kan tingsplatsen även ha nyttjats som offerplats. Efter kristnandet byggdes ibland en kyrka i anslutning till tingsplatsen. Senare (innan särskilda tingshus byggdes) förlades tingsplatserna ofta till centralt belägna sockenstugor eller gästgivargårdar för ändamål som tingsplats för häradsrätt till ett tingslag. 
Några exempel på detta är Ensta krog i Täby kommun, Arkils tingstad i Vallentuna kommun, Onslunda, Läby gästgivaregård i Uppsala kommun samt Hästholmen, som var Dals och Lysings härads tingsplats i Ödeshögs kommun samt Klörup som var tingsplats i Skytts härad och Oxie härad.